# Байкальское городское поселение
Байка́льское городское поселение или Байка́льское муниципа́льное образова́ние — муниципальное образование со статусом городского поселения в составе Слюдянского района Иркутской области Российской Федерации.
Административный центр — город Байкальск.
Включено в перечень монопрофильных муниципальных образований Российской Федерации (моногородов) в категорию муниципальных образований с наиболее сложным социально-экономическим положением (в том числе во взаимосвязи с проблемами функционирования градообразующих организаций).

## Границы
Согласно закону от 2 декабря 2004 года № 72 «О статусе и границах муниципальных образований Слюдянского района Иркутской области»

…Граница Байкальского муниципального образования с севера проходит по берегу оз. Байкал. С запада муниципальное образование граничит с Утуликским муниципальным образованием и Республикой Бурятия. Граница начинается от оз. Байкал и идёт по правому берегу р. Бабха вверх по течению до автодороги М-55 „Байкал“. Затем идёт по дороге в сторону г. Иркутска до 141 км. Далее граница идёт ломаной линией в юго-западном направлении до границы с Республикой Бурятия. С юга муниципальное образование граничит с Республикой Бурятия. С востока Байкальское муниципальное образование граничит с Новоснежнинским муниципальным образованием. Граница начинается в районе истока р. Тит-Тит и идёт по её правому берегу в северо-западном направлении вниз по течению до р. Хара-Мурин. Далее граница следует по правому берегу р. Хара-Мурин до места впадения в неё р. Сайбат. Пересекая р. Хара-Мурин, граница проходит через отметку 1567 м, гору Травянистая с отметкой 1550 м до оз. Байкал.

## Население
| 2010    | 2011    | 2012    | 2013    | 2014    | 2015    | 2016    |
| ------- | ------- | ------- | ------- | ------- | ------- | ------- |
| 14 179  | ↘14 148 | ↘14 075 | ↘13 910 | ↘13 721 | ↘13 564 | ↘13 518 |
| 2017    | 2021    |         |         |         |         |         |
| ↘13 368 | ↗13 810 |         |         |         |         |         |

## Населённые пункты
В состав городского поселения входят 3 населённых пункта:
| № | Населённый пункт | Тип населённого пункта | Население |
| - | ---------------- | ---------------------- | --------- |
| 1 | Байкальск        | город                  | ↗13 199   |
| 2 | Осиновка         | посёлок                | →0        |
| 3 | Солзан           | посёлок                | ↗602      |